# Helius (Rhamphidina) camerounensis
Helius (Rhamphidina) camerounensis is een tweevleugelige uit de familie steltmuggen (Limoniidae). De soort komt voor in het Afrotropisch gebied.